# Talsperre Mianhuatan
Die Talsperre Mianhuatan ist eine Talsperre mit Wasserkraftwerk in der Provinz Fujian, China. Sie staut den Ting Jiang zu einem Stausee auf. Das zugehörige Kraftwerk hat eine installierte Leistung von 600 MW. Die Talsperre dient neben der Stromerzeugung auch dem Hochwasserschutz und der Bewässerung.

## Geschichte
Anfang bis Mitte der 1990er-Jahre litt die Volksrepublik unter unzureichenden Erzeugungskapazitäten für Elektrizität, was zu häufigen Stromabschaltungen führte. Der Mangel trat insbesondere zu Spitzenlastzeiten auf. Die Regierung bat deshalb die Asiatische Entwicklungsbank um die Finanzierung des Mianhuatan-Projektes. Mit der Talsperre sollte ein Wasserkraftwerk errichtet werden, das aufgrund seines Speicherraums insbesondere zur Abdeckung der Spitzenlast geeignet wäre. Darüber hinaus sollte das Projekt den Hochwasserschutz verbessern.
Die Vergabe des Bauauftrags erfolgte im Juli 1994. Mit den Bauarbeiten wurde im April 1998 begonnen. Der Einstau begann im Dezember 2000. Im März 2001 war das Absperrbauwerk fertiggestellt und im April desselben Jahres wurde die erste Maschine in Betrieb genommen. Die Inbetriebnahme der letzten Maschine erfolgte dann im Dezember 2001.

## Absperrbauwerk
Das Absperrbauwerk ist eine Gewichtsstaumauer aus Walzbeton mit einer Höhe von 111 (bzw. 113) m. Die Länge der Mauerkrone liegt bei 308,5 m. Das Volumen des Bauwerks beträgt 615.000 m³.
Das Bemessungshochwasser liegt bei 12.000 (bzw. 15.500) m³/s; die Wahrscheinlichkeit für das Auftreten dieses Ereignisses wurde mit einmal in 500 (bzw. 5000) Jahren bestimmt.

## Stausee
Beim normalen Stauziel erstreckt sich der Stausee über eine Fläche von 64 km² und fasst 1,698 Mrd. m³ Wasser – davon können 1,122 Mrd. m³ zur Stromerzeugung genutzt werden.

## Kraftwerk
Das Kraftwerk verfügt über eine installierte Leistung von 600 MW. Die durchschnittliche Jahreserzeugung liegt bei 1,52 Mrd. kWh. Jede der 4 Maschinen des Kraftwerks leistet maximal 150 MW. Sie befinden sich in einer Kaverne auf der linken Flussseite.

## Sonstiges
Im Dezember 1995 gewährte die Asiatische Entwicklungsbank einen Kreditrahmen in Höhe von 170 Mio. USD. Davon wurden 53 Mio. USD in Anspruch genommen. Der Kredit wurde im April 2003 vorzeitig zurückgezahlt. Zum Zeitpunkt der Kreditvergabe waren die Kosten des Projekts auf 721 Mio. USD geschätzt worden; die tatsächlichen Kosten beliefen sich dann auf 437 Mio. USD.